# Ordre des Deux Rivières
L'ordre des Deux Rivières (en arabe : وسام الرافدين Wisam Al Rafidain) était un ordre honorifique décerné par les rois d'Irak, puis par les présidents de la République.

## Histoire
Créée en 1922 par Fayçal Ier, la distinction est nommée d'après les deux fleuves, l'Euphrate et le Tigre, qui traversent le centre du pays. Elle est initialement décernée par les rois d'Irak entre 1922 (lorsque la monarchie a été établie) et 1958 (lorsque la monarchie a pris fin). 
L'ordre est par la suite utilisé par les présidents irakiens dans les années 1960, 1970 et 1980.

## Divisions
Il existe cinq classes de l'ordre des Deux Rivières et deux divisions (militaire et civile). 